# Donato Seppi

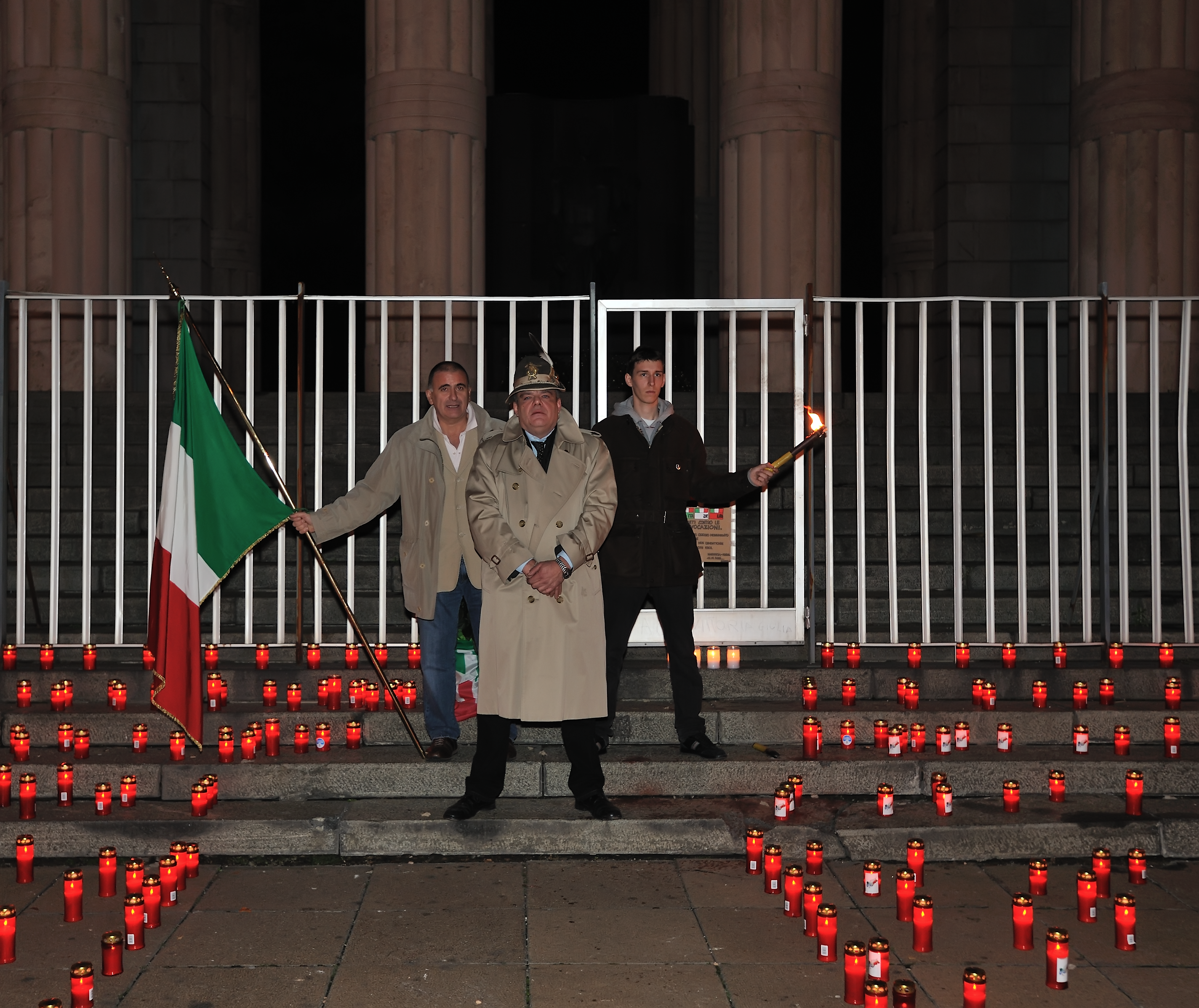
Donato Seppi (Mitte) mit Mitstreitern vor dem faschistischen Siegesdenkmal in Bozen anlässlich der Schützen-Demonstration am 8. November 2008

Donato Seppi (* 6. August 1953 in Bozen, Südtirol) ist ein italienischer Politiker, der die von ihm mitbegründete neofaschistische Partei Unitalia im Südtiroler Landtag und im Regionalrat Trentino-Südtirol vertrat.

## Biographie
Der Inhaber eines Betriebes, der in der Baubranche tätig ist, und ehemalige Alpini-Offizier wurde im Jahr 1995 für die Alleanza Nazionale in den Bozner Gemeinderat gewählt. Im Jahr 1996 gründete Seppi mit einigen Mitstreitern die Partei Unitalia, deren langjähriger Vorsitzender er war. Die Abspaltung erfolgte aufgrund der Unzufriedenheit mancher Parteimitglieder mit den Ergebnissen des Kongresses von Fiuggi, wo eine moderatere Ausrichtung der AN beschlossen wurde. Von 1998 bis 2013 war Seppi der einzige Vertreter seiner Partei im Südtiroler Landtag und Regionalrat Trentino-Südtirol. Bei den Landtagswahlen 2013 konnte er als Spitzenkandidat seiner Partei mit 1,7 % der Stimmen kein Mandat mehr erringen. 2016 wurde er zum Bürgermeister der Trentiner Gemeinde Ruffrè-Mendola gewählt, 2020 und 2025 gelang ihm jeweils die Wiederwahl.